# Ozyptila atomaria
Ozyptila atomaria es una especie de araña cangrejo del género Ozyptila, familia Thomisidae.

## Distribución
Esta especie se encuentra en Europa, Turquía, Cáucaso, Rusia (de Europa al Lejano Oriente), Kazajistán, Irán, Asia Central, China, Corea y Japón.